# Cantoria de São Gabriel
A Cantoria de São Gabriel é um movimento cultural que acontece na cidade de São Gabriel desde 1991, e é organizada pela Fundação CulturArte. Seu ápice ocorre com a realização de vários dias de show em praça pública e está presente na Agenda Cultural do Estado da Bahia.
O intuito é consolidar a presença baiana nos circuitos culturais, nacionais e internacionais; promover o intercâmbio cultural; estimular a difusão de experiências, expressões e manifestações no campo cultural; e dinamizar a economia criativa, em especial o segmento relacionado à promoção de acontecimentos de interesse cultural. 
Dentre os artistas que já passaram pela Cantoria estão As Chicas, Ana Barroso, Adão Negro, Cátia de França, Déa Trancoso, Dani Lasalvia, Banda de Pau e Corda, Belchior, Daíra, Dércio Marques, Diana Pequeno, Ednardo, Edigar Mão Branca, Elomar, Eliezer Setton, Dinho Oliveira, Carlinhos Veloz, Chico Lobo, Chico César, Consuelo de Paula, Geraldo Azevedo, Genésio Tocantins, Renato Teixeira, Vander Lee, Jessier Quirino, Rita Benneditto, Saulo Laranjeira, Socorro Lira, Lia de Itamaracá, Irah Caldeira, Juraildes da Cruz, Kátya Teixeira, Nilson Chaves, Mariene de Castro, Miltinho Edilberto, Oswaldo Montenegro, Xangai, Paulo Diniz, Luiz Caldas, Pena Branca, Pereira da Viola, Wilson Aragão, Paulinho Pedra Azul, Tetê Espíndola, Raimundo Sodré, Roberto Mendes, Renato Braz, Sabah Moraes, Jurema Paes, Zé Geraldo, Zelito Miranda, Reginaldo Manso e os Querubins de São Gabriel, João Bá, Welton Gabriel, Raberuan e Sacha Arcanjo. 
Além disso, em 2025, a Cantoria de São Gabriel contou, pela primeira vez, com uma atração internacional: o cantor e compositor argentino Coqui Sosa. Natural de Tucumán, Coqui é sobrinho da lendária Mercedes Sosa, conhecida como “La Negra”, uma das maiores vozes da música popular latino-americana. Seguindo os passos da tia, Coqui construiu uma carreira marcada pelo compromisso com as raízes culturais, a valorização da canção de protesto e o intercâmbio artístico entre os povos latino-americanos.

## História
Uma das versões de surgimento da Cantoria de São Gabriel aponta para um grupo de jovens, que em pleno feriado de carnaval de 1991, reunidos em torno de um violão, tocando e ouvindo Música Popular Brasileira, refletiam sobre a falta de condição econômica para estar presente e participar das festas que “pipocavam” em várias cidades da Região de Irecê. Aqueles jovens iniciantes, confrontados com a ausência total de atividades que promovessem um lazer e entretenimento, começam a pensar contra a corrente das propostas que lhes eram oferecidas, ou seja, propostas voltadas para o carnaval e para festejos juninos carnavalizados. Muito mais que isso, eles se perguntavam: “caso tivessem as condições objetivas de estarem nestas festas carnavalescas, era aquele tipo de festa que aquele grupo queria estar presente ou realizar"?

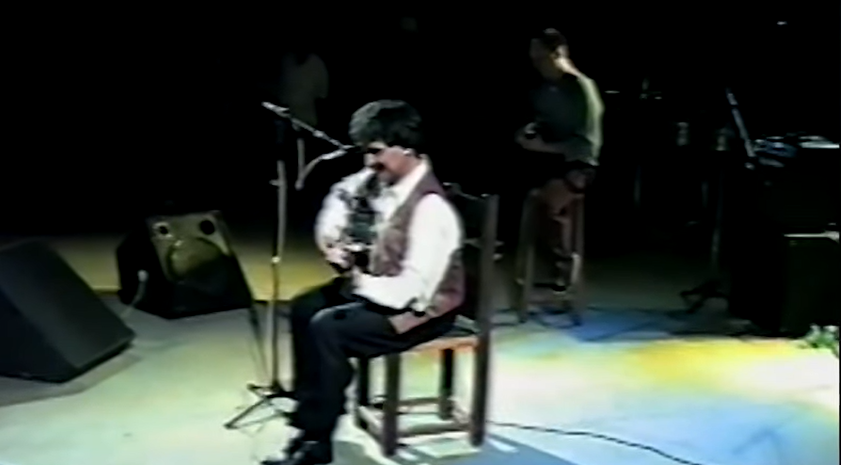
Belchior se apresentando na IX Cantoria de São Gabriel (1999)

A resposta logo soou e veio à tona outro elemento: muito mais que a falta de condições financeiras objetivas daqueles e outros jovens de São Gabriel para estarem na folia, eles sentiam a falta da existência de eventos “adequados” para as suas perspectivas e visão de mundo. O que eles almejavam era a construção de uma identidade cultural local a partir de várias manifestações culturais da Região de Irecê. Nascia, então, naquele momento a inquietação com o estado das coisas e a necessidade daquele grupo tomar a história pela mão e realizar, eles próprios, uma festa cultural que atendesse seus anseios de transformação sociocultural. Anseios de uma geração carregada de utopias e já imbuídos em uma militância político cultural, consequência da recente abertura política e da realização das primeiras eleições presidenciais abertas depois dos “anos de chumbo”, dois anos anteriores à idealização da Cantoria de São Gabriel, em 1989. “A conjuntura política daqueles anos era de busca de alternativas para a saída do regime militar autoritário. Tudo o que estimulasse as energias da sociedade civil, o saber dos oprimidos, a fala do povo etc. era bem visto e aceito como alternativa política possível”. (GOHN, 2001, p. 46).
Dias após as reflexões externadas pelos jovens, este grupo se encontra na cidade de Uibaí, durante a realização de uma de suas semanas de arte e cultura. No calor da espontaneidade e da alegria incontida de se verem diante de um evento que traduzia melhor suas expectativas, eles se apressaram em anunciar a realização da Primeira Cantoria de São Gabriel já para abril de 1991. Nesta mesma oportunidade estabeleceram contato com o cantor e compositor Dinho Oliveira, que prontamente aceitou o convite de tomar parte da empreitada, tornando-se o primeiro e mais recorrente visitante de outras terras nos palcos das cantorias. “A partir de então, ele se estabeleceu como uma espécie de embaixador do evento”.
Segundo o relatório de edições das cantorias elaborado pela Fundação CulturArte em janeiro de 2013, o surgimento da Cantoria de São Gabriel se configura como um misto de espontaneidade, energia jovial e inspiração. Mas, apesar disso, muitos enxergaram os jovens da terra como desvirtuadores dos bons costumes e inicialmente muitos os rejeitaram.